# 三重電子
三重電子株式会社（みえでんし、英: Mie Electronics Co.,Ltd.）は、三重県多気郡明和町蓑村1168に本社を置く電気機器メーカーである。電子製品のアセンブリ、チップ部品の基板への実装、液晶ディスプレイの設計・製造、省人化機械・自動化機械の設計・製造などを手がけている。

## 沿革
1969年、真珠不況で労働力の余剰が深刻な問題となっていた南勢地域において設立された。当初はシャープの加工請負会社で、1970年代には液晶電卓の開発でシャープを側面から支えた。1980年代にはシャープのワープロ、ファクシミリの組み立てを委託された。
1980年代末からは自社で開発した検査装置を手始めに自主事業を開始し、さらに防犯ブザー「ハットケくん」など民生機器にも進出した。その後も取引先が次々と生産拠点を海外に移すなか自主事業を強化、ニッチ分野の試作業務、液晶ディスプレイなど自社製品の生産が売上高の半分となっている。
研究開発では、数十マイクロメートル単位の端子の接合を可能とするマイクロ接合技術を開発している。
2006年には三重大学のそばに研究開発拠点事務所を開設、産学連携で無接触伝送技術の開発に取り組んでいる。
2020年にはコーポレートビジョン「その先の笑顔をつくる。」を新たに制定。会社ロゴや行動指針など一新した。
2021年には有限会社エー・アイ・エスをM&Aし、タイヤ研磨事業に新規参入した。
健康経営にも力を入れており、2021年には「三重とこわか健康経営カンパニー（ホワイトみえ）」、「健康経営経営優良法人」の認定を取得している。＊2023年、2024年、2025年と３年連続で健康経営優良法人ブライト認定。
その他、2022年に「三重のおもてなし経営企業選」、2024年に「三重とこわか健康経営 大賞」、「みえの働き方改革推進企業 休みやすい職場賞」を受賞するなど、笑顔で活躍できる職場環境づくりに向けた健康経営に取り組んでいる。
- 1969年10月 - 会社設立。電子計算機のアセンブリを始める。
- 1972年 - 世界初の液晶電卓のアセンブリを始める[2]。
- 1973年 - 明和工場の稼働が始まる[1]。
- 1981年 - 携帯型ゲーム機のアセンブリを始める。
- 1982年 - ポケットコンピュータのアセンブリを始める。
- 1986年 - 自社製品（防犯ブザー）の生産を始める。
- 1987年 - ファックスのアセンブリを始める[6]。
- 1988年 - 液晶ディスプレイ・モジュールの生産を始める。- プリント基板への表面実装を始める。
- 1994年 - 自社ブランドでの液晶ディスプレイ・モジュールの設計・生産・販売を始める[5]。
- 1995年 - 自社製生産設備で、COGタイプの液晶モジュールの生産を始める。
- 1997年 - クリーンルームを新設。全自動COGボンダーの導入。
- 1999年 - 国内・海外の部品・デバイスのトレーディング事業を始める。
- 2000年 - 微細加工用の接合材の研究を始める。- クリーンルーム併設の新社屋完成。
- 2001年 - 新型ゲーム機の完成品アセンブリを始める。- COFタイプの液晶モジュールの生産を始める。
- 2002年 - フリップチップボンダーを導入。
- 2003年 - ISO 9001：2000をビデオゲームシステム及び電子娯楽システムの製造部門のみ認証取得。- 無接触伝送技術の開発を始める。
- 2006年 - 津市にR&D事務所を開設。 - 新型ゲーム機ソフトの自動組み立て生産を始める。
- 2009年 - 2008年度・三重県経営品質賞奨励賞を受賞している[8]。
- 2014年 - 表示機器事業にてISO9001認証取得。
- 2015年 - 株式会社PQテクノの代理店として抗菌・消臭剤の発売開始。
- 2016年 - 資本金を5,000万円に増資する。
- 2020年 - 中国に鎮江三重先凤科技有限公司を設立。